# Heinrich Weiss (Politiker, 1789)
Heinrich Weiss (* 28. Mai 1789 in Fehraltorf; † 20. Juni 1848 in Winterthur) war ein Schweizer Politiker.

## Leben
Heinrich Weiss wurde als Sohn des Schulmeister und Landwirts Salomon Weiß und dessen Ehefrau Anna Barbara Temperli geboren.
Er besuchte die Kantonschule in Aarau und war anfangs als Lehrer an der Schule in Fehraltorf; später als Hauslehrer tätig.
Von 1826 bis 1831 war er als Salzfaktor (als Salzfaktor bezeichnete man die Konzession für den Handel mit Salz – oft waren Staatsbeamte für den Handel mit Salz, bzw. den Salzverkauf zuständig) Mitglied des Amtsgerichts Kyburg. Von 1830 bis 1839 wurde er liberales Mitglied des Zürcher Großen Rates und 1835 Präsident dieses Großen Rates, in der Zeit war er auch von 1831 bis 1833 und von 1838 bis 1839 Regierungsrat; als Präsident des Polizeirates war er von 1832 bis 1833 tätig und von 1838 bis 1839 Präsident des Kriegsrates, dies bis zum Züriputsch im September. 1838 und 1839 hatte er zudem als Tagsatzungsgesandter teilgenommen und war danach von 1841 bis 1842 Mitglied des Erziehungsrates. Auch in der Zeit von 1842 bis 1848 war er wieder liberales Mitglied des Zürcher Großen Rates und 1847 erneut dessen Präsident.
Er war an der Gründung der Sparkasse des Bezirks Pfäffikon sowie an der Gründung der 1835 eröffneten Sekundarschule in Fehraltorf beteiligt. Er war zudem Oberst der Schweizer Armee. 
Nach dem Sturz als Regierungsrat im Putsch von 1839 lebte er als Tuchhändler in Winterthur. In Winterthur arbeitete er auch als Redaktor des Landboten und war er ab 1846 Herausgeber und Redakteur der zweimal wöchentlich erscheinenden, laut Eigenangabe "entschieden freisinnigen" Winterthurer Zeitung. Am 10. April 1848 erschien die Zeitung letztmals.